# Tachouda
Tachouda (em árabe: تاشودة) é uma comuna localizada na província de Sétif, Argélia. Sua população estimada em 2008 era de 7 578 habitantes.